# Coptoeme triguttata
Coptoeme triguttata är en skalbaggsart som beskrevs av Aurivillius 1904. Coptoeme triguttata ingår i släktet Coptoeme och familjen långhorningar.
Artens utbredningsområde är:
- Burundi.
- Rwanda.

Inga underarter finns listade i Catalogue of Life.